# Мартін Шевела
Мартін Шевела (словац. Martin Ševela, нар. 20 листопада 1975, Міст-при-Братиславі) — словацький футболіст, захисник. По завершенні ігрової кар'єри — тренер.

## Кар'єра гравця
Є вихованцем команди «Інтер» (Братислава), з 1995 року став виступати за першу команду і того ж року виграв з командою Кубок Словаччини. У сезоні 1999/00 році він виграв з «Інтером» «золотий дубль», національний чемпіонат і кубок, повторивши це досягнення і в наступному сезоні. Загалом виступав у братиславській команді до січня 2002 року, з невеликою перервою у 1999 році, коли грав за клуб «Озета Дукла» (Тренчин).
У 2002—2004 роках Мартін виступав за «Дубницю», після чого сезон 2004/05 провів у чеському клубі «Дрновиці», з яким вилетів до другого дивізіону країни.
Влітку 2005 року він повернувся на батьківщину і підписав контракт з братиславським "Слованом ", якому допоміг повернутися до вищого дивізіону у першому ж сезоні. У
У зимове трансферне вікно сезону 2006/07 повернувся в братиславський «Інтер», з яким 2007 року вилетів до другого дивізіону, де провів ще один сезон.
Згодом там же виступав за «Тренчин» і у статусі капітана команди 2011 року вивів клуб до найвищого словацького дивізіону, вигравши Першу лігу. Влітку 2012 року завершив кар'єру гравця у віці тридцяти семи років.

## Тренерська кар'єра

### «Тренчин»
Тренерську кар'єру розпочав у 2012/13 у «Тренчині», де спочатку працював помічником головного тренера Адріана Гулі, а потім і його наступника Любомира Носицького. У вересні 2013 року, після звільнення Носицького, Шевела обійняв посаду головного тренера команди. Проте офіційно головним тренером був представлений Іван Врабець, оскільки Шевела не мав необхідної тренерської ліцензії.
Дебютував у статусі головного тренера «Тренчина» у дев'ятому турі чемпіонату, зіграному 14 вересня 2013 року проти «Жиліни» (3:1) і за підсумками сезону став з командою віце-чемпіоном Словаччини. У першому повному сезоні 2014/15 на чолі команди «Тренчин» вперше в своїй історії здобув Кубок Словаччини, у фіналі його гравці перемогли команду «Сениця» у серії пенальті. У тому ж році він і його команда вперше виграли чемпіонат Словаччини і таким чином змогли здобути «золотий дубль».
4 жовтня 2015 року Шевела підписав новий трирічний контракт з клубом. У січні 2016 року закінчив навчання та отримав тренерську ліцензію УЄФА Pro, необхідну для виконання функцій головного тренера, а незадовго до цього пройшов стажування в голландському клубі АЗ (Алкмар). Навесні 2016 року Шевела захистив «золотий дубль» із командою «Тренчин», знову вигравши і чемпіонат, і Кубок Словаччини.
Влітку 2016 року його послугами зацікавився «Слован» (Братислава), але домовитись про перехід тренера не вдалося, втім у сезоні 2016/17 команда виступила невдало, ставши лише четвертою, а у кубку вилетіла вже на стадії 1/4 фіналу, після чого у вересні 2017 року керівництво «Тренчина» звільнило Мартіна з посади головного тренера. Загалом він керував командою у 136 матчах чемпіонату, а також очолював її у матчах кваліфікації Ліги Європи та Ліги чемпіонів УЄФА.

### «Слован» (Братислава)
У жовтні 2017 року «Слован» таки запросив тренера до своєї команди. Він підписав трирічний контракт зі столичною командою і замінив Івана Вукомановича на посаді головного тренера
Дебют на чолі «Слована» у Шевели не вдалася, оскільки його підопічні програли у 15-му турі, зіграному 3 листопада 2017 року, команді «ДАК 1904» з рахунком 1:2. 1 травня 2018 року його гравці перемогли «Ружомберок» (3:1) у фіналі Кубка Словаччини, який проходив у Трнаві, таким чином Мартін здобув перший трофей на чолі нового клубу. Завдяки цьому успіху Шевела став третім тренером після тренера Вічана та Янкеха, який тричі виграв національний кубок.
Восени 2018 року його підопічні пройшли молдавський клуб «Мілсамі» (4:2, 5:0) і команду «Бальцан» з Мальти (1:2, 3:1), але в третьому кваліфікаційному раунді Ліги Європи УЄФА 2018/19, «Слован» після перемоги з рахунком 2:1 у першому матчі, програв матч-відповідь з рахунком 0:4 австрійському «Рапіду» (Відень) і вилетів з єврокубкових змагань. 14 квітня 2019 року, перемігши з рахунком 3:0 «Жиліну», він і його гравці достроково виграли чемпіонський титул за шість турів до кінця чемпіонату. 25 травня 2019 року він був визнаний найкращим тренером чемпіонату Словаччини сезону 2018/19.
У липні 2019 року, після ганебного вильоту у першому кваліфікаційному раунді Ліги чемпіонів УЄФА 2019/20 від чорногорського клубу «Сутьєска» (Никшич), керівництво клубу звільнило Шевелу разом із його помічником Іваном Врабецем.

### «Заглемб'є» та «Абха»
16 вересня 2019 року Шевела став головним основним тренером польської команди «Заглемб'є» (Любін), з якою він уклав контракт до літа 2020 року з автоматичним продовженням у разі виходу до чемпіонської групи Екстракласи 2019/20. Як і на попередніх посадах, його помічником став Іван Врабець. Дебютував на чолі нової команди у дев'ятому турі чемпіонату в грі проти «Шльонська» (Вроцлав), яка завершилась надрезультативною нічиєю 4:4. За підсумками першого етапу чемпіонату клуб посів 11 місце і не вийшов до чемпіонської групи, тим не менш контракт зі словацьким тренером було продовжено.
У сезоні 2020/21 клуб посів 8-ме місце, відставши лише на 2 очки від зони єврокубків, після чого Шевела покинув «Заглемб'є», щоб очолити саудівський клуб «Абха».

## Досягнення

### Як гравець
«Інтер» (Братислава)
- Чемпіон Словаччини: 1999/00, 2000/01
- Володар Кубка Словаччини: 1994/95, 1999/00, 2000/01

### Як тренер
«Тренчин»
- Чемпіон Словаччини: 2014/15, 2015/16
- Володар Кубка Словаччини: 2014/15, 2015/16

«Слован» (Братислава)
- Чемпіон Словаччини: 2018/19
- Володар Кубка Словаччини: 2017/18